# Henryk mazowiecki
Henryk Mazowiecki (ur. pomiędzy 1368 a 1370 w Rawie Mazowieckiej, zm. 1392 lub 1393 w Łucku) – biskup-nominat płocki (nie przyjął wyższych święceń) w latach 1390-1392/1393.

## Życiorys
Henryk mazowiecki był najmłodszym synem księcia mazowieckiego Siemowita III, oraz jego drugiej żony – księżniczki ziębickiej Anny.
Dzieciństwo Henryka upłynęło pod znakiem wielkiego skandalu na dworze Siemowita. Informacje przekazane przez kronikarzy (m.in. przez współczesnego tym wydarzeniom Janka z Czarnkowa, który jednak myli się w paru szczegółach) są na tyle sensacyjne, że historycy od dawna zastanawiają się, które z przedstawionych przez kronikarzy faktów są prawdziwe. Według Janka z Czarnkowa, książę przyszedł na świat na zamku w Rawie, gdzie została uwięziona jego matka oskarżona przez Siemowita III o zdradę. Dowody niewierności były dla księcia mazowieckiego na tyle wystarczające (mimo że faktu tego nie potwierdziły zeznania świadków – służby księżnej, poddanych zgodnie ze zwyczajem tamtych czasów torturom), że zdecydował się on uwięzić żonę do czasu rozwiązania połogu, a następnie kazał ją udusić, przekazując jednocześnie urodzonego chłopca na wychowanie ubogim wieśniakom.
Losem Henryka po jakimś czasie zainteresowała się córka Siemowita III z pierwszego małżeństwa – Małgorzata (wówczas już żona Kaźka słupskiego), która nie bacząc na ewentualny gniew ojca zabrała domniemanego trzyletniego brata na swój dwór do Słupska. Na Mazowsze Henryk powrócił dopiero w wieku ok. dziesięciu lat, kiedy to podobieństwo fizyczne wskazało Siemowitowi, że oskarżenia względem żony były bezpodstawne.
Krzywda wyrządzona najmłodszemu synowi skłoniła Siemowita do intensywnego zajęcia się wychowaniem Henryka i zabezpieczenia jego losu. Zgodnie z wcześniejszymi decyzjami, nie chcąc nadmiernie rozdrabniać dziedzictwa, Siemowit III przeznaczył najmłodszego syna do kariery duchownej. Wymógł jednak od swoich starszych synów przyrzeczenie, że gdyby Henryk zrezygnował z tej drogi, to wydzielą mu osobny dział.
Początkowo wydawało się, że Henryk zostanie duchownym. W tym też celu książę otrzymał 30 maja 1378 r. dobra prepozytury płockiej (jeszcze bez godności prepozyta otrzymanej dopiero w 1384 r.). Trzy lata później Siemowit III zapragnął nadać synowi dodatkowo prepozyturę łęczycka, tutaj jednak książę mazowiecki napotkał opór ze strony arcybiskupa gnieźnieńskiego Janusza Suchegowilka, który zdążył intratne stanowisko obsadzić już własnym kandydatem. Nie znoszący sprzeciwu Siemowit III nie dał za wygraną i zbrojnie najechał dobra arcybiskupie, które następnie były przez kilka lat przez siły mazowieckie okupowane (korzystając z zamieszania panującego w Polsce po śmierci Ludwika Węgierskiego).
18 marca 1390 Henryk dzięki staraniom przyrodnich braci Janusza I Starszego i Siemowita IV został nominowany przez papieża biskupem płockim i to pomimo tego, że książę nie miał wówczas wyższych święceń duchownych. Henryk pomimo objęcia intratnego stanowiska i czerpania z niego dużych dochodów odmówił przyjęcia sakry biskupiej.
W 1391 r. Henryk z namowy polskiego monarchy – Władysława Jagiełły zdecydował się udać do przebywającego u Krzyżaków Witolda, by przekonać go do zgody z bratem stryjecznym. Akcja dyplomatyczna skończyła się pełnym sukcesem i Witold ku wściekłości zakonu powrócił na Litwę. Tutaj wdzięczny za pogodzenie z Jagiełłą Witold oddał swoją siostrę Ryngałłę za żonę Henrykowi. Politycznie krok ten nie był jednak przemyślany, gdyż będący formalnie biskupem płockim książę złamał w ten sposób posiadane niższe święcenia duchowne, co dało stronie krzyżackiej argument potwierdzający brak szczerości aktu chrztu Litwy. Sprawa Henryka została zresztą skutecznie przez dyplomację krzyżacką wykorzystana.
Henryk mazowiecki niespodziewanie zmarł zimą 1392/1393 w Łucku, według źródeł otruty przez żądną władzy Ryngałłę. Można przypuszczać, że ewentualny wpływ na skrócenie życia Henryka mogła mieć również akcja podjęta przez Krzyżaków (którzy nawet w tym czasie podjęli akcję zbrojną na Litwie, chcąc dopaść mazowieckiego Piasta z zemsty za przeciągnięcie Witolda na polską stronę), czy książąt mazowieckich (zaniepokojonych perspektywą upomnienia się przyrodniego brata o należny mu zgodnie z umową spadek po ojcu).
Z małżeństwa z Ryngałłą Henryk nie doczekał się potomstwa. Został pochowany we wzgardzonej za życia katedrze płockiej.
Wątek wydarzeń, rozgrywających się na zamku w Rawie wplótł William Szekspir, pisząc swoją komedię Opowieść zimowa.